# Bamgha
Bamgha (nep. बाम्घा) – gaun wikas samiti w zachodniej części Nepalu w strefie Lumbini w dystrykcie Gulmi. Według nepalskiego spisu powszechnego z 2001 roku liczył on 782 gospodarstw domowych i 4019 mieszkańców (2257 kobiet i 1762 mężczyzn).